# 南昌起義

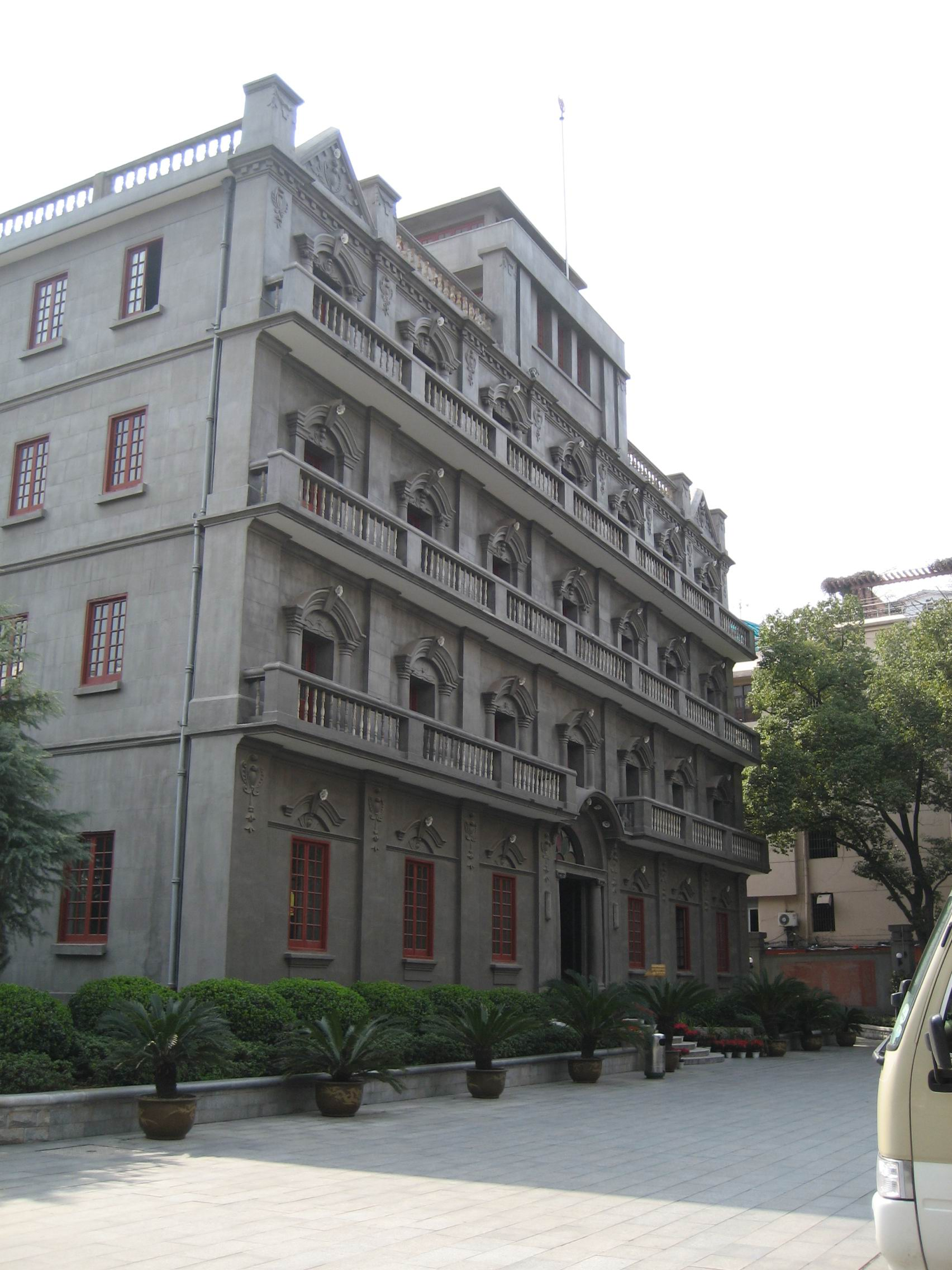
当时作为起義军总指挥部的江西大旅社，现为南昌八一起义纪念馆

，是中國共產黨领导，以国民党左派及革命委员会名义於1927年8月1日針對中國國民黨（主要目标为国民党右派及蒋中正于宁汉分裂后在南京组建的南京政府）在江西南昌发动的武装奪權事件。南昌起义被视为第一次国共内战开始，也是中国共产党及其直辖与间接管辖的武装力量事实上退出北伐战争的时点。

## 背景
1926至1927年間，亦即北伐期間，國民政府因「容共」或「清黨」兩種意見衝突，造成內部分裂。1927年1月，北伐軍攻克武漢，當時以國民黨左派人士為中心的政府由廣州遷往武漢，武漢方面國民黨人士主張容共並擁戴汪兆銘。3月10日在武汉召開國民黨二屆三中全會通过《统一党的领导机关决议案》，免除蔣中正除国民革命军总司令一職以外其他公职。蒋在南昌发表《告黄埔同学书》，表明不接受该决议，遂率領一批國民黨人於南京另組政府，是謂寧漢分裂。
1927年4月，中國國民黨中央監察委員會在上海召開會議，提出國民黨內之共產黨員，受第三國際指使，企圖顛覆，破壞國民革命，要求取消共產黨人在國民黨內黨籍，隨即通過「清黨原則」，成立「清黨委員會」，全面進行清黨，并清除共产党人，为四一二事件。
1927年7月15日，武漢汪兆銘政府知悉蘇聯顧問鮑羅廷欲分化政府以助中國共產黨奪取武漢政府權力之策略後，决定和平分共。在武汉中共中央（瞿秋白主持），根据在江西九江中央负责人士李立三、邓中夏、谭平山等人建议，决定在江西南昌发动武装暴動，第一次國共合作結束，此为七一五事变。
中共任命周恩来为前敌委员会书记，负责组织暴動。领导南昌起义前敌委员会、前敌军委、革命委员会成员和联席会议代表共有118名：
周恩来、朱德、贺龙、叶挺、刘伯承、李立三、恽代英、彭湃、张国焘、谭平山、聂荣臻、贺昌、颜昌颐、林伯渠、吴玉章、彭泽民、张曙时、徐特立、高语罕、许廷魂、邹敬芳、丁晓光、肖炳章、蔡廷锴、姜济寰、沈寿祯、罗石冰、黄太吉、廖乾吾、方维夏、黄日葵、童汉章、李小青、董芳城、陈荫林、郭亮、韩符麟、王积衡、穆景周、徐先兆、古勋铭、董朗、徐成章、毕士悌、欧震、刘明夏、邹范、黄云谷、吕承文、魏豪、廖快虎、何刚、江采萍、冯冠英、郑明英、陶铸、毛存湖、肖克、余涛、史书元、白鑫、孙树成、申朝宗、黄克健、李鸣珂、袁也烈、陈守礼、黄序周、羊角、陈华、向浒、李逸民、傅杰、姜振海、洪超、吴高群、举文忠、谭家述、彭鳌、龚楚、任善同、陈文贵、周士第、李硕勋、林超伯，朱蕴山、孟湘鉴、陈日新、林钧、邓鹤鸣、张余生、王一德、张开远、李森、蔡鸿干、李嘉仲、陈汉章、黄灵彪、章觉民、王贯山、李桂生、蒋睦修、饶思诚、熊禹九、潘先申、邓有一、章伯钧、陈赓、粟裕、彭干臣、陈公培、朱其华、周国淦、曾延生、刘九峰、李宗昭、欧阳洛、吴鸣和。
7月26日，周恩来离开武汉，前往南昌。周离后数小时，中共中央收到共产国际电报，指示“如毫无胜利机会，则可不举行暴動。”于是中共中央立刻派张国焘为中共中央代表追赶周恩来，传达最新指示。但是张国焘抵达九江和南昌时，起义已无法停止，停止起义动议亦被多数否决。
武漢汪政府八月宣佈正式與共產黨分裂及逐其黨員，遂決定取締共產黨言論，又通過「取締共產議案」，罷黜鮑羅廷及其他蘇聯顧問，是謂寧漢復合（中共則稱為寧漢合流）。由於南京及武漢兩方面都先後取締中共和镇压国民党左派，故中共宣称這是孙文「革命失敗」。

## 參與战斗的部隊

### 起义部队战斗序列
張發奎轄第二方面軍建制下的第十一軍（副軍長葉挺，党代表聂荣臻）及第二十軍（军长贺龙），由九江秘密開抵南昌，與南昌市公安局長兼第三军军官教导团团长朱德會合，準備發動武裝反抗。
葉挺事件發動前就是共產黨員。叶挺独立团扩编为六个团，即第二十五师的第73、75团、第十一军第二十四师3个团（原为空架子，叶挺去后组建了70、71、72团）和国民革命军第二方面军警卫团（卢德铭为团长）。73团为叶挺独立团的直接继承者。但葉部的蔣光鼐及蔡廷鍇師（第十師）只服從國民政府，不願受共產黨指揮。
- 第二方面军 总指挥張發奎 参谋长刘伯承
  - 第十一军 副軍長葉挺，党代表聂荣臻。起事后，叶挺任军长。
    - 第十师 师长蔡廷锴（南下一出城在进贤县该师的主力力范进团解决，率部脱离，投奔陈铭枢）3个团4500余人。传统说法是蔡部并未参加南昌起义。[13]贺龙回忆“蔡廷锴有一个师，… … 在三十日、三十一日先后到达南昌，我们把他们赶到城外驻扎了。 ”《周逸群报告》记述“第十师蔡廷锴部之二十八团故意与我教导团及第二团为难，连毙教导团队长学生各一员，井将军部马匹完全夺去。贺得报告后，即约叶挺商量，适上午八时蔡已到南昌，写一信送贺、叶请示工作，措词非常恭顺，贺即请其来军部谈话，叶亦在坐，结果表示合作，并即写信送二十八团团长，令其退还马匹，但尚有二十匹好马不退。这可见蔡之不是诚意合作”。《蔡廷锴自传》回忆“车抵乐化站，贺龙部在该处握守向北警戒，……我见此情形，自念若不回去，则我师更为危险，遂打电话向叶挺请示。叶接我电话，请我即返南昌。返抵南昌，叶、贺已将朱培德、程潜驻南昌部队缴械，即召集会议，在南昌成立临时军政府。我当退既不得，逃更不能，只有俯首服从叶、贺之命。驻留数日。”
    - 第二十四师 师长古勋铭/董仲明。该师原是空架子，叶挺去后组建了第70、71、72团，共5500人全部参加起义。
    - 第二十五师 师长李汉魂 师参谋长张云逸  师部驻九江以南黄老门车站西端黄老门村。第73团、第74团重机枪连、第75团共3000余人参加南昌起义后改编，周士第任师长，李硕勋任党代表
      - 第七十三团 团长周士第，党代表陈毅 原叶挺独立团，团部驻地九江马回岭。全团起事
        - 第一营营长符克振

      - 第七十四团 驻马回岭以南。王尔琢率重机枪连起事。到达南昌后，由七、八百名青年组织起来的一支队伍与原七十四团重机枪连合编为新的七十四团。团长孙树成，参谋长王尔琢
      - 第七十五团 驻黄老门西南。三个营起事。团长孙中一，党代表杨心畲

  - 第二十军 军长贺龙 党代表廖乾五 政治部主任周逸群。全军参加南昌起义。军直属约2000余人。
    - 第一师 师长贺锦斋。约3000余人。
    - 第二师 师长秦光远。约2000余人。
    - 第三师 南下时在临川县新建。师长周逸群 党代表徐特立

  - 第九军 军长韦杵（未到职） 副军长朱德
    - 军官教育团 团长朱德。兵力一个营。

  - 第二方面军总指挥部警卫团：团长卢德铭，千余人，未追上南昌起义部队，后参加秋收起义。
- 南昌市公安局 局长朱德，400余人，起义后编入第二十军
- 第三十军所属广东农军，800余人，起义后编入第十一军
- 湖北全省总工会工人纠察队，人枪千余，起义后编入叶、贺部队
- 在武汉的中央农民运动讲习所，人枪五百余，其中八十余人参加南昌起义。
- 黄埔军校武汉分校师生，约一团人，个别人参加南昌起义。其中陈毅在临川赶上部队，任第73团指导员。
- 第六军，2个团，未赶上南昌起义
- 襄阳方振武部，未赶上南昌起义
- 南昌起义爆发后，張發奎在九江解散了第二方面军政治部。但张发奎没有赶尽杀绝，给第二方面军党代表兼驻江西办事处主任郭沫若、第二方面军政治部主任秘书李一氓，四军政治部秘书阳翰笙，11师政治部主任梅龚彬等人提供了一辆能坐四五人的铁道手摇车，8月3日晚几人坐着手摇车赶往南昌。几个人涂家埠站时遭遇从南昌败退下来的程潜和朱培德的溃军洗劫一空，郭沫若的眼镜被打掉,手表、自来水笔被抢走,扭打的过程中,手枪也被抢走了。李一氓等人也被推推搡搡挤到了一边,幸好开车的哨子响起,已有收获的那群散兵才丢下他们上车离开。郭沫若等人追赶已经南下的起义军，8月4日深夜在南昌以南不远处追上了贺龙部。郭沫若被火线任命为宣传委员会主任、总政主任，李一氓被任命为参谋团秘书长。

### 国民政府部队戰鬥序列
- 第五方面军 总指挥 朱培德
  - 警卫团：在藩台衙门和第五方面军司令部一起被消灭
  - 第三军 军长王均
    - 第八师
      - 第二十三团：在贡院背被消灭
      - 第二十四团：在东郊新营房被消灭

  - 第六军 程潜
    - 第十九师
      - 第五十七团：在东南郊天主堂、匡庐中学被消灭

  - 第九军 金汉鼎
    - 第二十七师
      - 第七十九团：在东南郊大营房被消灭
      - 第八十团：在东南郊老营房被消灭

## 經過

### 南昌

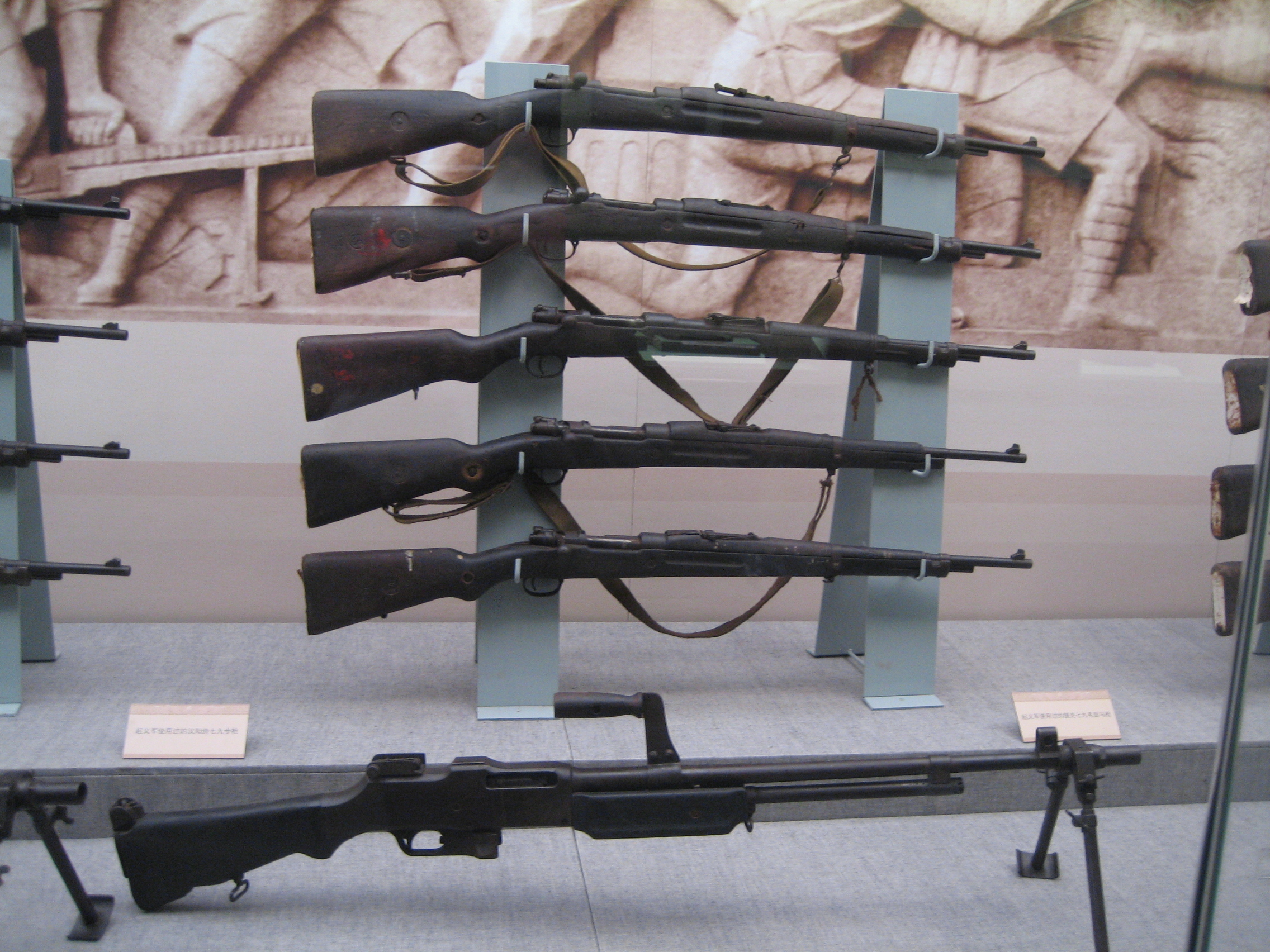
南昌八一起義紀念館展品捷克斯洛伐克Vz. 24步枪和勃朗宁自动步枪（并非南昌起義時使用过的武器）

1927年8月1日凌晨2時，朱德、周恩來等指揮的暴動部隊向駐守南昌的國民革命軍發動進攻，經過四個多小時的激戰，佔領全城，公佈《八一起義宣言》、《八一起義宣傳大綱》。國民政府方面調集軍隊包圍南昌。8月3日，暴動部隊撤离南昌。
8月7日，張發奎率第四軍入南昌，接著追擊暴動部隊。蔣光鼐、蔡廷鍇師在南進廣東途中脫離部隊。又因天氣暑熱，長途行軍，且未鼓動群眾，後勤工作不佳，沿途逃亡的士兵很多。陈赓任第20军3师6团2营营长，在会昌之战中，被打断了腿，留在长汀福音医院养伤，后在警卫员卢冬生护送下回到上海，在中共特科工作。

### 潮汕
在部隊到達廣東大埔县三河壩後，周恩來決定主力南下进击潮汕地區，企圖獲得蘇聯共產國際海運的援助。留朱德率第25師（以73团为主），加入朱德的教导团及20军新组建的3师约3000多人。堅守三河壩。抗击钱大钧部3个师的追击。南下暴動部隊在途中遭粵軍和中央軍夾擊。
9月23日至10月2日，南下暴動部隊到達汕頭。於潮安汕頭戰鬥及揭陽戰鬥過程中，一度攻占潮汕，但最终於湯坑受到大敗。20军2个师投降，领导机关分散突围。後谭平山、周恩來、劉伯承、賀龍、葉挺等主要負責人離隊，分別前往香港、上海。董朗、颜昌颐率1300人餘部轉移至海陸豐地區與彭湃的赤卫队會合，后編為中國工農革命軍第二師。
朱德所部撤出三河坝时剩2000多人，路遇溃败下来的20军教导团参谋长周邦采率领的200余人，得知南下部隊失敗後，朱德坚决反对解散队伍，提出隐蔽北上去湘南。派師長周士第、師黨代表李碩勳去中央彙報。10月16日到福建武平，还有2500人；10月17日击退追敌，剩下1500多人。部队到达江西安远的天心圩的状况时：“师长、团长均皆逃走，各营、连长亦多离开。”师以上军事领导干部只剩下朱德，政工干部全走了。团级军事干部只剩下74团参谋长王尔琢，政工干部只剩下73团政治指导员陈毅。在天心圩军人大会上，朱德把1927年的中国革命比做1905年俄国革命。此時部隊約800人，编为一个纵队，朱德任纵队司令员，陈毅任纵队政治指导员，王尔琢任纵队参谋长，下编3个步兵大队，1个特务大队，1个机炮大队（一门82迫击炮、两挺手提机关枪、两挺重机枪），编余军官编成教导队。
後朱得知滇軍故交范石生部駐紮韶關，1927年11月化名王楷投奔范部，改编为第16军47师140团。1927年12月上旬听说叶挺举行广州起事，朱德率部南下到韶关时，广州起事失败，接收了起事残部200多人。1928年1月實情被國軍偵知，范石生通风让朱德离开。

## 中國國民黨革命委員會
南昌起事後當日上午，譚平山以國民黨中央執行委員會常務委員名義，在南昌主持召開國民黨中央委員及各省區特別市和海外各黨部代表聯席會議，通過《中央委員宣言》，成立由鄧演達（未參與）、譚平山、陳友仁（未參與）、吳玉章、彭澤民、林祖涵、賀龍、郭沫若、黃琪翔、惲代英、江浩、朱暉日、周恩來、張國燾、葉挺、張曙時、李立三、徐特立、彭湃、蘇兆征、宋慶齡（未參與）、何香凝（未參與）、于右任（未參與）、經亨頤（未參與）等25人組成的中國國民黨革命委員會（其後，經亨頤、于右任分別在1927年8月13日的《漢口民國日報》上發表聲明，否認參與），並推選宋慶齡（未到）、鄧演達（未到）、譚平山、張發奎（時為國民黨的第二方面軍總指揮，有意爭取其支持）、賀龍、郭沫若、惲代英組成主席團，以譚平山為主席團主席，吳玉章為祕書長，林祖涵為財務委員會主席，張國燾為農工委員會主席，惲代英代理郭沫若為宣傳委員會主席，張曙時為黨務委員會主席，劉伯承為參謀長，郭沫若為總政治部主任，賀龍為國民革命軍第二方面軍總指揮兼第二十軍軍長，葉挺為前敵總指揮兼第十一軍軍長，朱德為第九軍軍長。
在暴動部隊撤离南昌，南下廣東途中到達長汀時，革命委員會決定沿用國民政府的名義對外，並以譚平山為國民政府委員長，陳友仁、顧順章、王荷波、蘇兆征等為國民政府常務委員。
9月24日，暴動部隊到達汕頭後，決定正式成立國民政府，並決定由譚平山任國民政府主席。25日張太雷到達汕頭，提出反對此前的決定，並即於第二天召開南方局會議，決定暫不發表國民政府名單。此事擱置，隨後形勢惡化而終不成事。

## 结局
1927年11月，共产国际代表罗明纳兹在中共中央扩大会议上，以违反共产国际指示所谓“政治纪律”问题，决定将谭平山开除出党，并给予周恩来、恽代英、李立三等人处分。张国焘制止不力，也被处分。
1928年1月，朱德发动湘南暴動，4月率部上井岡山，在寧岡礱市與毛澤東會師，建立紅四軍。

## 影響

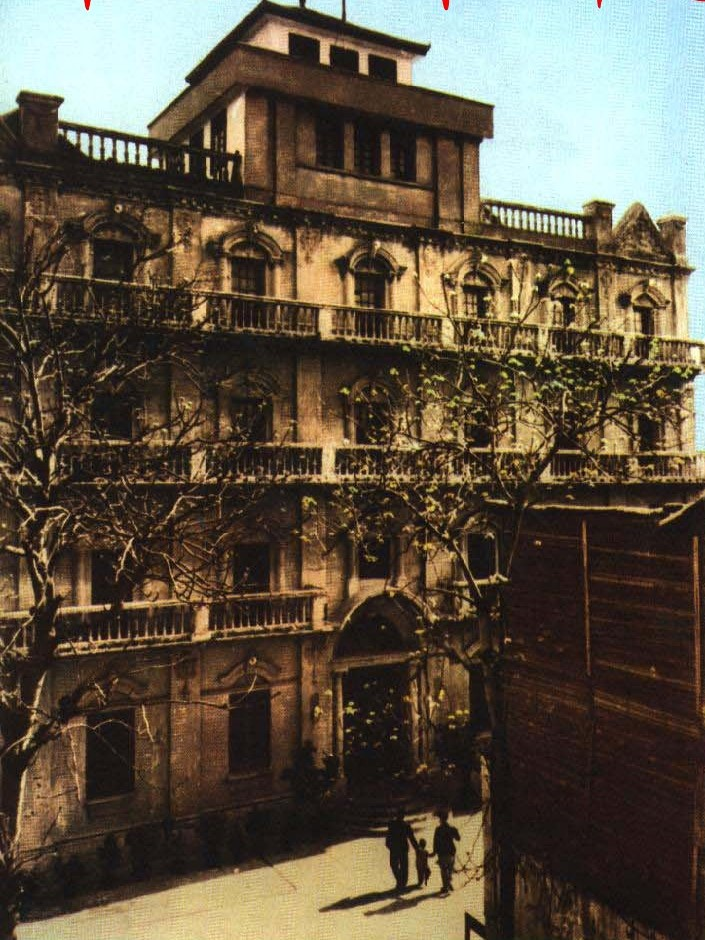
1967年10月《人民画报》上刊载的南昌起义旧址

本事件使中國共產黨開始擁有完全在其控制之下的武裝力量，是共產黨武力奪取政權的开端。在檢討本事件失敗原因的中共中央第十三號文件中，曾明确指出「只有決定四省（湘、鄂、粵、贛）民眾武裝暴動，以及率領葉、賀軍隊暴動反抗武漢反動政府之政策，是算黨拋棄機會主義，而走上布爾什維克道路的新紀元。」 因此，8月1日被中國共產黨定為其軍隊的建軍節。不过，当时对外还是以国民党左派名义举行暴动。

### 評價
中國共產黨及中華人民共和國政府的說法是：
- 打響了武装反抗國民黨反動派的第一槍[18]
- 是中國共產黨獨立領導革命戰爭、創立人民軍隊和武装夺取政权的开端[19]

中國國民黨（国民党左派除外）、國民政府、中華民國政府的說法是：
- 是中共企圖武裝奪取政權的開端[20]
- 以國民黨名義對國民黨暴動[21]
- 從此中共走上布爾什維克道路[22]

在中共之外的共产主义者中，反斯大林主义的派别中的一部分，如托洛茨基主义和左翼共产主义对南昌起义持负面评价：
- 中国托派人物彭述之在为《托洛茨基论中国》写的导言中说南昌起义“没有发表任何政纲，更没有任何革命措施[23]。”
- 左翼共产主义组织国际共产主义潮流认为中共在1928年前是无产阶级工人的党，1928年南昌起义等武装暴动后变质了，成为资产阶级，知识分子和军人的党，组织农民军队，抛弃了原先无产阶级的革命[24]。

### 紀念

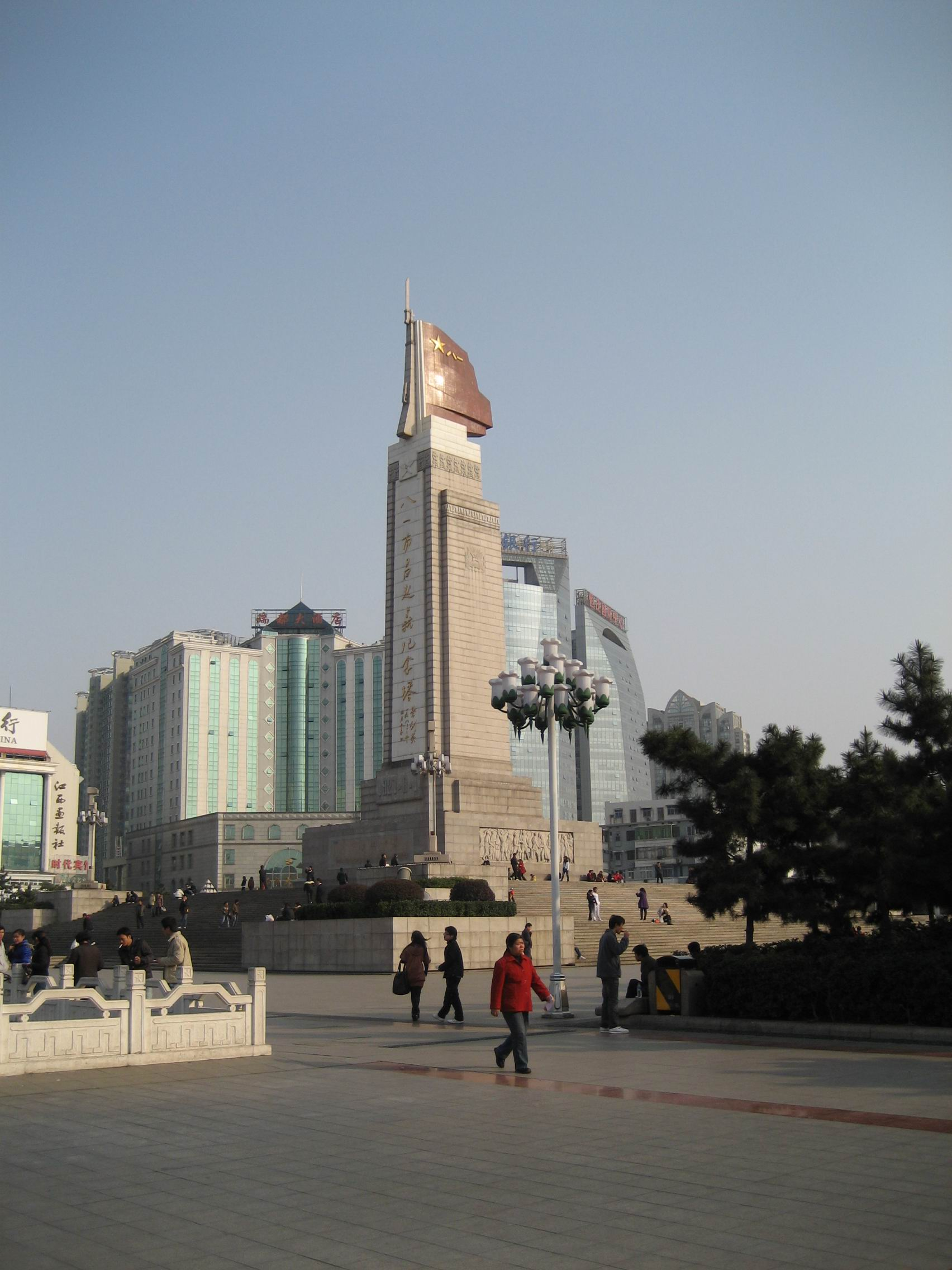
八一南昌起义纪念塔

中国人民解放军军旗，旗面上的“八一”即为纪念南昌起义

中华苏维埃共和国中央革命军事委员会於1933年6月決定，將8月1日定為中國工農紅軍的建軍節，後被中國人民解放軍繼承。中国人民解放军于1949年公布的军旗、军徽上均缀有“八一”字样作为军队标志。在证件、帽徽、军服纽扣、腰带、军服内衬里、军服拉链扣等多处标有“八一”军徽的图案。
中华人民共和国建国后，将当时作为起事军总指挥部的江西大旅社辟为八一南昌起义纪念馆。南昌於1977年在市區中心建「八一南昌起義紀念塔」，並於1997年將紀念塔所處的廣場改名為「八一廣場」（原名「人民廣場」）。南昌市内尚有多处以“八一”命名的建筑如八一大道、八一公园、八一大桥等。
1981年，上海电影制片厂拍摄由汤晓丹导演的电影南昌起义。2017年公映的《建軍大業》也以此为题材，亦是中国人民解放军建军九十周年的献礼片。

## 相关人员
南昌起义参加者有2万多人，留下名字仅1,066人。南昌起义时陣亡112人，中华人民共和国成立前死亡479人。已知的南昌起义参加者中，最后逝世的是彭猗兰。她在2010年6月29日逝世，享年102岁。

### 参加起事的国府人员
- 蔡廷锴，时任第十一军副军长兼第十师师长，左翼总指挥，南下出城时率部脱离起事部队
- 侯镜如，时任第二十军教导团团长，1931年与中共失去组织联系，1933年转投国民政府
- 文强，职务不详
- 龚楚，时任第二十军补充团团长，中国工农红军将领，1935年转投国民政府
- 区寿年，时任第十一军第十师二十八团三营营长，随蔡廷锴脱离起事部队
- 彭士量，时任第十一军第十师营长，随蔡廷锴脱离起事部队

### 参加起事的中共人员
直接参加南昌起义的中共人员中，中华人民共和国成立后担任中华人民共和国党和国家领导人职务的有18人。授予中华人民共和国元帅军衔的7人，中国人民解放军大将军衔的3人。
- 开国元帅：
  - 朱德：起义军第9军副军长
  - 刘伯承：中共前敌委员会参谋团参谋长
  - 陈毅：起义军11军25师73团指导员
  - 林彪：起义军11军25师73团1营7连连长
  - 贺龙：起义军第20军军长
  - 叶剑英：第4军参谋长
  - 聂荣臻：起义军11军党代表
- 开国大将
  - 粟裕：马日事变后，粟裕从就读的常德省立第二师范学校的下水管道逃出，辗转到了武昌。被组织安排到叶挺的国民革命军第四军第24师军事教导队入了党，当了班长。
  - 陈赓：从苏联回国后被组织安排到唐生智的国民革命军第八军任特务营营长，实际上担负着保卫党中央机关的重任。四一二事变后，汪精卫指示第三十五军军长何键把特务营缴械解散。陈赓随周恩来于七月下旬秘密到达九江，七月二十七日抵达南昌担负起义总指挥部的保卫工作，和李立三一起在起义中逮捕了一批反革命分子，接管了江西省的银行，并把没收的大批财产用汽车送往总指挥部参谋团。撤离南昌时，陈赓被调到贺龙国民革命军第二十军 第三师第六团第一营任营长。
  - 许光达：黄埔五期，随队从广州迁入黄埔武汉分校，被编入炮兵大队第十一队继续学业。四一二事变后，第五期学员不得不提前毕业。许光达到驻江西九江的张发奎第二方面军国民革命军第四军直属炮兵营任见习排长。南昌起义当天傍晚，许光达正在九江。第二天一早，许光达就接到指令：所有党员分头离开炮兵营，在九江城南门外集合，然后到南昌加入起义部队。许光达一行七人和接应人员接上头，到达南昌时已经是暴动的一周之后，起义部队已经南下。后在宁都赶上了担任后卫任务的第二十五师。许光达先后在第二十五师第七十五团十一连任排长、代理连长等职务。
  - 张云逸：时任国民革命军第四军第二十五师参谋长，说服第二方面军总指挥张发奎同意第二十五师七十三团参谋长卢德铭出任新组建的武汉国民政府警卫团（亦称第二方面军总指挥部警卫团）团长。卢德铭带领该团由武汉向南昌进发，未赶上参加南昌起义，遂转入山区，成为秋收起义的主力。8月1日起义当天，张云逸在马回岭第二十五师师部成功掩护第七十三团团长周士第不被师长李汉魂扣留，使第二十五师两个多团部队顺利加入南昌起义队伍。
  - 谭政：武汉国民政府警卫团（亦称第二方面军总指挥部警卫团）特务营任文书。南昌起义第二天，警卫团根据党的指示，乘船离开武汉东下赴南昌。张发奎当时已经封锁了九江口。警卫团于行驶途中在湖北阳新弃船上岸，改由陆路奔赴南昌，追赶起义部队。因起义部队已大踏步南撤，警卫团未能赶上，根据党的指示留了下来，后来成为秋收起义中的一支重要力量。
  - 罗瑞卿：黄埔五期。七一五事变后，黄埔武汉分校解散，师生改编为第二方面军军官教导团任副班长。南昌起义爆发时，教导团在九江被张发奎缴枪，罗离队返回武汉寻找党。
- 开国上将
  - 周士第
  - 萧克
  - 赵尔陆
  - 杨至成
  - 陈奇涵
- 开国中将：
  - 赵镕：国民革命军第三军军官教育团、党员。
  - 唐天际：黄埔四期。国民革命军第三十六军第一团第三营党代表，清党时逃回汉口，被介绍到国民革命军第二十军特务营当副连长。随军参加南昌起义，任南昌卫戍司令部副官长、南昌起义军第9军粮秣处副官长。南昌起义失败后，根据中共组织指示返回家乡从事革命活动。1928年初参加湘南起义。
  - 彭明治：黄埔一期，叶挺独立团任排长
  - 聂鹤亭：叶挺独立团排长
  - 谭家述：国民革命军第四军第24师军事教导队
  - 谭甫仁：国民革命军第二十军
  - 郭化若
- 开国少将：
  - 王云霖：看护
  - 李逸民：起义军第11军24师教导队指导员
  - 张树才：战士
  - 周文在：起义军20军学兵营连指导员
  - 袁也烈：起义军11军24师72团3营营长
  - 洪水，越南人
  - 廖运周
- 未授衔省部级以上
  - 唐子奇：第20军教导团。后任林业部副部长
  - 徐特立：南昌起义爆发后，作为湖南代表参加西华厅联席会议，任革命委员会委员、革命委员会党务委员会委员、第二十军第三师党代表兼政治部主任。
  - 郭沫若：南昌起义爆发后，8月3日与李一氓、阳翰笙、梅龚彬等人在铁路工人协助下，乘坐手摇车赴南昌。8月4日郭沫若赶到南昌，被任命为革命委员会主席团成员、宣传委员会主席、起义部队总政治部主任。
  - 阳翰笙： 南昌起义爆发后，8月3日与郭沫若等赴南昌，任叶挺的第24师党代表，参加了叶挺指挥的击败钱大钧的会昌之战和粉碎黄绍竑的围追之战。汀州会议之后，任起义军政治部秘书长，参加了保卫汕头之战和流沙遭遇战。
  - 吴玉章：南昌起义后，任革命委员会委员、秘书厅秘书长等职。在南昌期间，吴玉章与贺龙住在一起。随后随贺龙指挥部南征，参与了部队指挥、后勤组织和群众工作等。
  - 李一氓：南昌起义爆发后，8月3日与郭沫若等赴南昌，任参谋团秘书长。随军南下广东，参加过流沙会议。
  - 范长江：在贺龙第二十军教导团当学生兵，不久即升班长，随军赴南昌。8月1日参加南昌起义。随部队南移，途经抚州、瑞金等地，最后驻守潮州。10月初，国民党军张发奎部包围了潮州，在突围战斗中，范长江被冲散。
  - 李何林：任第十一军第25师政治部宣传科科长，中共党员。参加八一南昌起义，随军南下，参加三河坝作战。
  - 梅龚彬：南昌起义爆发后，8月3日与郭沫若等赴南昌，任第二十四师第七十一团指导员。随部南下，后在海陆丰参加彭湃领导的武装起义。

## 外部連結
- 南昌八一起义纪念馆 （页面存档备份，存于）
- 南昌暴動 （页面存档备份，存于）-《中華百科全書》
- 李立三：八一革命之经过与教训 （页面存档备份，存于）
- 張太雷報告——「八一事件」之經過，失敗原因及其出路
- 為何要清黨 （页面存档备份，存于）